# Saint-Maximin-la-Sainte-Baume
Saint-Maximin-la-Sainte-Baume (okcitansko/provansalsko Sant Maissemin de la Santa Bauma) je občina v departmaju Var v regiji Provansa-Alpe-Azurna obala na jugovzhodni Francije z okoli 17.000 prebivalci.
Leži 40 km vzhodno od Aix-en-Provence, v najbolj zahodni točki departmaja Var, ob vznožju gora Sainte-Baume: baume ali bama je provansalski ekvivalent za 'jama'. Mestna bazilika je posvečena Mariji Magdaleni.

## Zgodovina
Rimska vila Lata, katere ostanki so bili najdeni pod trgom Malherbe v središču mesta, je bila ena izmed številnih kmetijsko delujočih rimskih vil na planoti, ki jo je prečkala Via Aurelia. Samostan svetega Viktorja v Marseillu je imel odvisne sosede: Saint-Maximin, Saint-Jean, Saint-Mitre, Sainte-Marie. V zadnjih fazah gradnje bazilike je bila porušena romanska župnijska cerkev, posvečena svetemu Maksiminu iz Trierja.
V 12. stoletju je provanški grof Berenguer Ramon I. ustanovil Saint-Maximin kot mesto, ki ga je edinstveno obravnaval. Leta 1246 je po smrti Rajmonda IV. Berengerja Provansa prešla preko njegove mlajše hčere h Karlu d'Anjou, bratu Ludvika IX. in nekdaj kralja Sicilije. Močno prisotnost Anjoujcev v Saint-Maximinu so ostro izpodbijali gospodarji Bauxa med drugimi lokalnimi voditelji.
Po tradiciji naj bi bila Marija Magdalena, potem ko je v jami Sainte-Baume preživela dolga leta pokore, pokopana v kripti svetega Maximina. Baume je provansalščini ekvivalent 'jama'.
Relikvije, skrite 6. decembra 710 v strahu pred Saraceni, ki so opustošili regijo , je leta 1279 odkril Karel d'Anjou, ki je na mestu kripte zgradil ogromen verski kompleks, ki naj bi sprejel 100 bratov: bazilika in zraven samostan. Dominikance je namestil kot varuhe groba. Vse stavbe so obsegale več kot dve stoletji. .
Med revolucijo so dominikance pregnali, vendar sta bazilika in samostan imela veliko srečo, da je tu stanoval Lucien Bonaparte, Napoleonov mlajši brat. Leta 1794 se je poročil s hčerko gostilničarja. Lucien, Stirring, dober govornik, je postal predsednik lokalnega jakobinskega kluba. V baziliki je uredil skladišče hrane in velike orgle rešil tako, da je tam igral La Marseillaise.
Od leta 1790 do 1795 je bilo glavno mesto okrožja. Kar nekaj časa se je imenoval Maraton v čast Maratu.

## Kult Marije Magdalene
Malo mestece se je spremenilo z dobro publiciranim odkritjem sarkofaga 12. decembra 1279 v kripti Saint-Maximina, ki je bil razglašen za grob Marije Magdalene, o čemer so govorili čudeži  in prihajajoči romarji. Kult Marije Magdalene in sv. Maksimina je pridno gojil Karel II. Anžujski, neapeljski kralj. Leta 1295 je zgradil ogromno gotsko baziliko sv. Marije Magdalene; bazilika je imela blagoslov Bonifacija VIII., ki jo je umestil pod nov učiteljski red dominikancev.
Ustanovitvena tradicija je veljala, da so se relikvije Marije Magdalene ohranile tukaj in ne v Vézelayu  ter da so ona, njen brat Lazar in Maximin, mučenik iz 3. stoletja, ki je bil zdaj dodan v prejšnje sezname sedemdesetih učencev, pobegnili iz Svete dežele s čudežno ladjo, ki ni imela niti krmila niti jader in je pristala v Saintes-Maries-de-la-Mer, v Camargue blizu Arlesa.
Nato je prišla v Marseille in spreobrnila domačine. Pozneje v življenju se je po legendi umaknila v jamo v gorah Sainte-Baume. Pokopana je bila v Saint-Maximinu, ki v zgodnjih obdobjih ni bil kraj romanj, čeprav pod baziliko stoji galsko-rimska kripta. Prikazani so sarkofagi sv. Maximina, sv. Marcele, sv. Suzane in sv. Sidoina (Sidonija), kot tudi relikviarij, v katerem naj bi bili posmrtni ostanki Marije Magdalene. Gensko testiranje nekaterih dlačic je potrdilo, da gre za lase ženske morebitne judovske vrste, vendar ne potrjujejo identitete izvora dlake .
Gradnja bazilike, ki se je začela leta 1295, je bila končana do kripte, ko je bila leta 1316 posvečena. V njej so postavili galsko-rimski pogrebni spomenik - v resnici iz 4. stoletja - in štiri marmorne sarkofage, katerih bas reliefi kažejo krščanski izvor.
Črna smrt leta 1348, ki je pokončala polovico lokalnega prebivalstva, je prekinila gradbena dela, ki se niso začela do leta 1404; šesti obok ladje je bil dokončan do leta 1412. Delo se je nadaljevalo do leta 1532, ko je bilo odločeno, da pustijo baziliko takšno, kakršna je bila, brez končane zahodne fasade ali portala ali zvonikov, značilnosti, ki jih do danes primanjkuje. Tloris ima glavno apsido, ki jo spremljata dve pomožni apsidi. Njena velika ladja je brez transepta. Ob ladji je šestnajst kapel.

## Geografija
Mesto leži v majhni kotlini (dno starodavnega jezera) v bližini izvirov Argens, na območju, ki ga na severu obdajajo gozdnati hribi, prepleteni z vinogradi in na jugu masiv Sainte-Baume. Saint- Maximin-la-Sainte-Baume opozarja nase s svojo baziliko.

## Znamenitosti
Saint-Maximin je najbolj znan po baziliki sv. Marije Magdalene, ki velja za največjo gotsko cerkev v Provansi. Tu so tudi ene največjih baročnih orgel v Franciji, ki jih je leta 1773 ustvaril menih Isnard in privabljajo ljubitelje glasbe z vsega sveta. Grob Marije Magdalene naj bi bil pod stolnico v kripti.
Zraven bazilike sta gotski samostan, nekdanji dominikanski samostan iz 13. do 15. stoletja, in baročna mestna hiša iz leta 1750.
- Mestna hiša (Hôtel de ville)
- Samostan
- Notranost bazilike
- Relikviarij Marije Magdalene

## Partnerska mesta
Mesto je pobrateno z:
- San Vicenzo, Italija, od 1999